# XNXX
XNXX is een Tsjechisch-Franse website voor het delen en bekijken van pornografische video's. Het werd in 1997 opgericht in Parijs. In augustus 2024 stond het 39e op de ranglijst van meest bezochte websites ter wereld en op plek drie voor meest bezochte websites voor volwassenen, na Pornhub en XVideos.
XNXX is eigendom van WGCZ Holding, het bedrijf dat ook XVideos beheert, een andere populaire pornografische website.
In 2018 bleek uit een rangschikking van Business Insider dat het behoort tot de drie populairste pornosites ter wereld.

## Geschiedenis
In 2014 werd duidelijk dat WGCZ Holding de eigenaar was van XNXX nadat een zaak was aangespannen op grond van het Uniform Domain-Name Dispute-Resolution Policy tegen een soortgelijk domein.
In 2018 werden na een bevel van het gerechtshof van Uttarakhand XNXX en andere pornowebsites geblokkeerd door de Indiase overheid.  Dit volgde op een verkrachtingszaak waarin de dader toe had gegeven gemotiveerd te zijn door het kijken van online pornografie.
In januari 2023 meldde de Financial Times dat de sites XVideos en XNXX, die beiden van WGCZ zijn, samen maandelijks 6 miljard keer worden bezocht.